# هفت آسیاب
هفت آسیاب مربوط به دوره صفوی است و در شهرستان قیروکارزین، بخش افزر، دهستان افزر، روستای هفت آسیاب واقع شده و با شمارهٔ ثبت ۲۶۶۴۶ به‌عنوان یکی از آثار ملی ایران به ثبت رسیده است.